# Saint-Quirc

Saint-Quirc este o comună în departamentul Ariège din sudul Franței. În 1 ianuarie 2022 avea o populație de 369 de locuitori.